# Marion Adams-Acton
Marion Adams-Acton (Isola di Arran, 21 giugno 1846 – Londra, 11 ottobre 1928) è stata una scrittrice e drammaturga britannica, anche diarista di viaggi e autrice per l'infanzia..

## Biografia
Figlia illegittima di William Hamilton, XI duca di Hamilton, scrisse la maggior parte delle sue opere sotto lo pseudonimo di 'Jeanie Hering'. All'età di quattro anni venne adottata dal pittore paesaggista inglese George Edwards Hering e da sua moglie Catherine, anche lei pittrice, dietro consenso della madre naturale. Trasferitasi nel quartiere londinese di St John's Wood, celebre per ospitare una vasta comunità di artisti dell'epoca, iniziò la propria educazione all'età di sei anni prima a Londra, e successivamente a Munster, in Germania, tra il 1862 ed il 1864. Dopo aver fatto ritorno a St John's Wood, divenne modella per diversi pittori, e si unì ad una compagnia teatrale dilettantistica, cominciando a nutrire l'aspirazione di diventare attrice teatrale. Al rifiuto da parte dei genitori adottivi della prospettiva della carriera teatrale, ripiegò sulla scrittura e quattro anni dopo aver terminato le scuole, pubblicò nel 1868 la sua prima novella dal titolo Garry: a holiday story, seguita da una cospicua serie di altri racconti, tutti con forti toni autobiografici: Golden Days (1873), narra le vicende di una ragazza studente in una scuola in Germania; Through the Mist (1874) quella di due sorelle gemelle di Brodick, dove gli Hering avevano una casa di campagna.

Tra il 1868 ed il 1864 la giovane scrittrice pubblicò una dozzina di novelle che ebbero un grosso successo commerciale, tutte con la casa editrice George Routledge & Sons, specializzata in pubblicazioni per l'infanzia. Nel 1874 conobbe uno degli scultori più noti del tempo, John Adams-Acton, che sposò il 15 aprile 1875. Dopo un viaggio di nozze di sei mesi in India, la coppia si stabilì a St John's Wood. Grazie alle reciproche amicizie nei circoli artistici londinesi, i due ebbero contatto con alcune importanti personalità dell'epoca, come il Primo Ministro inglese William Ewart Gladstone, la scrittrice George Eliot, il poeta Robert Browning e il cardinale Henry Edward Manning.

Il libro del 1894 The Adventures of a Perambulator, sono il frutto della sua bizzarra esperienza vissuta in compagnia dei figli, uno dei quali ancora in carrozzina, e di due nutrici, intrapresa per spirito d'avventura nel 1887 compiendo un viaggio a piedi di sette settimane per circa 800 kilometri da Londra alla sua dimora natale a Brodick.

Si interessò anche di spiritismo e partecipò a diverse sedute spiritiche, e si occupò anche della raccolta di racconti folkloristici. Durante la sua vecchiaia progettò di scrivere e dettare le proprie memorie che rimasero tuttavia un'opera compiuta. Per opera della biografa Anne Marie Wilhelmina Pickering, questa raccolta frammentaria, unita a testimonianze di altre persone vicine alla scrittrice, venne pubblicata nel 1954 con il titolo Victorian Sidelights.

## Romanzi[1]
- Garry: a holiday story. : di Jeanie Hering. 1868. Londra
- "Little Pickles." A tale for children. : di Jeanie Hering. 1872. Londra
- Truth will out. A tale. 1873. Londra.
- Golden days. A tale of girls' school life in Germany. : di Jeanie Hering. 1873. Londra
- Through the mist. 1874. Londra 3 volumi.
- Honour and Glory, or hard to win. A book for boys. 1876. Londra
- The child's delight A picture book for little children : di Jeanie Hering 1878. Londra
- The town mouse : By Jeanie Hering . 1880. Londra
- A banished monarch, and other stories. di Jeanie Hering. 1880. Londra, Parigi e New York.
- "Wee Lammie" [1880]. Londra
- "Minnie's Dolls,"  [1880]. Londra
- "A Rough Diamond." A Christmas story. [1880]. Londra
- "Honour is my Guide,". 1886. Londra.
- Elf. A Tale. 1887. Londra.
- Put to the Test. A Tale. 1888. Londra.
- The Child's Delight. [1890]. Londra.
- Rosebud. 1891. Londra.

### Altre opere[1]
- The dog picture book. 1880. Londra
- Pet Dogs. [1890].
- Doggie's Own Book. [1890]. Londra.
- Adventures of a perambulator. True details of a family history. 1894. Londra.